# Les Villas à Bordighera (Monet, Chicago)
Pour L'autre tableau  de Monet nommé  Villas à Bordighera, voir Les Villas à Bordighera (Monet, Orsay).
Les Villas à Bordighera est un des deux tableaux sur ce sujet réalisés par le peintre impressionniste Claude Monet en 1884.
Peint sur le motif à Bordighera, il représente les habitations et les arbres de la côte de la Riviera ligure ; il est conservé à l'Art Institute of Chicago.